# Tangarka berylowa
Tangarka berylowa (Tangara nigroviridis) – gatunek małego ptaka z podrodziny tanagr (Thraupinae) w rodzinie tanagrowatych (Thraupidae), zamieszkujący Amerykę Południową. Nie jest zagrożony.

## Systematyka
Takson ten jako pierwszy opisał naukowo Frédéric de Lafresnaye w 1843 roku. Wyróżnia się cztery podgatunki: T. n. nigroviridis (nominatywny), T. n. cyanescens, T. n. lozanoana i T. n. berlepschi.

## Występowanie
Tangarka berylowa zasiedla tereny od Kolumbii i Wenezueli, przez Ekwador i Peru, po Boliwię. Występuje w wilgotnych, subtropikalnych lasach górskich, głównie w Andach, zasiedla też obrzeża lasów i lasy wtórne. Spotykana na wysokościach 700–2500 m n.p.m. w Ekwadorze, a w Peru 1500–2900 m n.p.m.

## Wygląd
Długość ciała 13 cm. Tangarka berylowa ma przepiękne upierzenie, żadni jej krewni nie są tak piękni. Posiada czarne piórka tworzące „maskę” wokół oczu i dzioba oraz pleców. Na ciele znajdują się czarne i zielone łezki na turkusowym tle. Lotki fioletowe z niebieskawym odcieniem, to samo dotyczy kupra i ogona. Brak dymorfizmu płciowego. Podgatunek nominatywny jest barwniejszy od innych.

## Ekologia
Gatunek wszystkożerny; odżywia się jagodami i bezkręgowcami np. pająkami, wyłapując je z niedostępnych zakamarków. Występuje w parach lub małych grupkach liczących 15 osobników.
Gniazdo w kształcie czarki. Samica składa doń 2–5 jaj, w kolorze jasnozielonym z kropkami.

## Status
Międzynarodowa Unia Ochrony Przyrody (IUCN) uznaje tangarkę berylową za gatunek najmniejszej troski (LC – Least Concern) nieprzerwanie od 1988 roku. Liczebność światowej populacji nie została oszacowana, ale ptak ten opisywany jest jako pospolity. BirdLife International uznaje trend liczebności populacji za spadkowy ze względu na utratę siedlisk leśnych.